# У Хунда
Га́рри/Пи́тер У (Harry Wu; настоящее имя — У Хунда кит. 吳弘達 Wú Hóngdá, 8 февраля 1937, Шанхай, Правительство Большого пути — 26 апреля 2016, Гондурас) — китайский геолог и диссидент, американский гражданский активист и правозащитник, проведший в китайских «лагерях трудового воспитания» 19 лет. После эмиграции стал гражданином США и жил в Вашингтоне, где создал Фонд изучения лаогай и Музей лаогай. Член международного наблюдательного совета Фонда памяти жертв коммунизма.

## Биография
Родился 8 февраля 1937 года в Шанхае в богатой католической семье. Его отец был банкиром, а мать домохозяйкой, происходившей из землевладельческого клана. После победы коммунистов в гражданской войне всё имущество их семьи было национализировано.
В 1950 году стал учиться в элитной иезуитской школе для мальчиков в Шанхае, где взял псевдоним Гарри.
В 1956, во время кампании «Ста цветов» У Хунда, 19-летний студент Пекинского геологического института (учился с 1955 по 1960 годы), выступая на открытом партсобрании ячейки КПК заявил, что партия не должна ставить себя выше народа, относиться к беспартийным свысока, а также вопреки официальной позиции КНР осудил за нарушение международного права введение советских войск в Венгрию во время восстания в 1956 году. За это с 1960 года до амнистии после смерти Мао Цзедуна в 1979 году, У Хунда отбывал пожизненное заключение в двенадцати тюрьмах и лагерях лаогай, работая на добыче угля, строительстве дорог, сборе урожая и т. п.
С 1980 по 1985 год преподавал геологию в Пекинском геологическом институте. В 1985 году, во время научной командировки в США, У Хунда решает не возвращаться в КНР. В 1985—1987 годах является приглашённым профессором в Калифорнийском университете в Беркли, где читает лекции по геологии. В 1987—1989 годах преподавал теорию марксизма в университете Улан-Удэ, после чего вернулся в США. 
В 1988 году стал научным сотрудником Гуверовского института войны, революции и мира Стэнфордского университета.
В 1990 году американские сенаторы Алан Крэнстон и Джесси Хелмс пригласили его выступить в Сенате США с рассказом о китайских лагерях. Это положило начало его общественной популярности. У Хунда выступал перед парламентами различных стран и международными организациями по вопросу о правах человека. Он также написал несколько книг о китайской тюремно-лагерной системе.
В 1992 году основал Фонд изучения лаогай и стал его исполнительным директором.
В 1994 году прошёл натурализацию и получил американское гражданство. 
В первой половине 1990-х годов У собирал информацию о тюремной системе КНР. Ему удалось сделать видеосъёмки скрытой камерой, разоблачающие условия жизни и принудительного труда заключённых в нескольких тюрьмах КНР (были показаны в передаче «60 минут», американского телеканала CBS, и Би-би-си). В 1995 году, во время одной из таких поездок, он был арестован на границе с Казахстаном. В результате широкой международной кампании за освобождение Гарри У, он был выдворен из КНР (по приговору суда высылка  в виде «дополнительного наказания», помимо  лишения свободы на срок 15 лет по обвинению в разглашении государственной тайны).
В 2002 году в пригороде Вашингтона основал Китайский информационный центр (англ. The China Information Center).
В 2008 году благодаря финансовой поддержке Yahoo! открыл в Вашингтоне Музей лаогай, который назвал «первым музеем в США, посвящённым правам человека в Китае».

## Награды
- Медаль гёзов (1996)[4]
- Премия журнала Columbia Human Rights Law Review[англ.] (1996)[4]

## Книги
- Laogai: The Chinese Gulag (1991) — анализ китайской тюремной системы.
- Bitter Winds (1994) — личные воспоминания.
- Troublemaker (1996) — рассказ о поездках в Китай и задержании.